# 인제산촌민속박물관
인제산촌민속박물관은 강원특별자치도 인제군에 있는 공립 박물관이다.

## 연혁
- 2003년 10월 8일 개관.